# Hans Rösener
Hans Wolfgang Rösener (* 16. Oktober 1856 in Labischin, Kreis Schubin; † 23. September 1935 in Stettin) war ein deutscher Architekt und preußischer Baubeamter.

## Leben
Hans Rösener war ein Sohn des Baurats Ludwig Theodor Adalbert Rösener, der als Kreisbauinspektor in Neisse tätig war. Rösener begann nach dem Abitur 1874 am Königlichen Katholischen Gymnasiums in Neisse ein Studium im Baufach und bestand 1879 die Bauführerprüfung (1. Staatsexamen). Für besondere Leistungen erhielt er eine Prämie für eine Studienreise, die ihn nach Italien führte. 1885 wurde er nach dem bestandenen 2. Staatsexamen zum Regierungsbaumeister (Assessor) ernannt. 1893 wurde er als Landbauinspektor nach Hildesheim versetzt, ab 1895 arbeitete er bei der Ministerial-Baukommission in Berlin, ab 1898 im Rang eines Bauinspektors. Für besondere Aufträge wurde er nach Stettin versetzt. Dort wurde er zum Regierungs- und Baurat ernannt, 1910 wurde ihm der Charakter eines Geheimen Baurats verliehen. 1919 trat er in den Ruhestand. Nachdem 1925 seine erste Ehefrau Dorothea Ernestine Wilhelmine Alexandrine geborene Tietze, die er 1886 in Berlin geheiratet hatte, gestorben war, heiratete er in zweiter Ehe 1926 Anna Marie Luise Pieper.

## Werk

### Schriften
- Die Klosterkirche S. Maria in Pomposa. In: Centralblatt der Bauverwaltung. Nr. 16, 1887, S. 157–158 (zlb.de).
- Reisemitteilungen aus Urbino und Umgebung. In: Centralblatt der Bauverwaltung. Nr. 5, 1888, S. 59–61, 68–70 (zlb.de).

### Bauten
- 1887–1889: Amtsgericht mit Gefängnis in Neurode, Ostpreußen[10]
- 1893–1894: Um- und Erweiterungsbau des Dienstgebäudes der Bezirksregierung in Hildesheim (Beteiligung)
- 1897–1900: Institut für Infektionskrankheiten in Berlin, Nordufer 20 (Entwurf nach Vorentwurf von Georg Diestel; seit 1912 Robert Koch-Institut; unter Denkmalschutz)[11][12]
- 1898–1899: Neubau für die Preußische Central-Genossenschafts-Kasse in Berlin, Am Zeughaus 1/2 (Entwurf; unter Denkmalschutz)[13]
- 1901–1902: Evangelische Kirche in Pritter bei Swinemünde (Oberaufsicht)[14]
- 1906–1908: Quarantäneanstalt in Ostswine bei Swinemünde (Oberleitung)[15]
- 1909: Hauptzollamt in Stettin (Oberleitung)
- 1911: Dienstgebäude der Bezirksregierung in Stettin (beteiligt an der Bauleitung)[16]
- 1917: Marienstiftgymnasium in Stettin (technische Aufsicht)[17]

### Entwürfe
- 1884: Wettbewerbsentwurf für eine Wohnhausgruppe in Halle an der Saale (prämiert mit dem 1. Preis; beschränkter Wettbewerb unter den Mitgliedern des Architekten-Vereins zu Berlin)[18]
- 1894: Wettbewerbsentwurf einer Kirche für die evangelische Gemeinde in Breslau (prämiert mit dem 1. Preis; Wettbewerb unter den Mitgliedern des Architekten-Vereins zu Berlin)[19]
- 1895: Wettbewerbsentwurf für ein Rathaus in Tarnowitz (prämiert mit dem 3. Preis; Wettbewerb unter den Mitgliedern des Architekten-Vereins zu Berlin)[20]
- 1896: Wettbewerbsentwurf für ein Rathaus in Steglitz (zusammen mit Eduard Endell; prämiert mit dem 3. Preis)[21]